# Cercopithecus preussi ssp. preussi
Cercopithecus preussi preussi је подврста Cercopithecus preussi, врсте примата (Primates) из породице мајмуна Старог света (Cercopithecidae).

## Распрострањење
Ареал подврсте је ограничен на мањи број држава. Подврста има станиште у Камеруну, Нигеру и Нигерији.

## Угроженост
Ова подврста се сматра угроженом.